# Seznam slovenskih evangeličanskih duhovnikov
Abecedni seznam evangeličanskih (oziroma prostestantskih) duhovnikov:

## A
- Katja Ajdnik
- Peter Andrejčák
- Mitja Andrejek
- Judit Andrejek-Györfi

## B
- Mihael Bakoš
- Evgen Balažic
- Števan Baler
- Štefan Balogh
- Mihael Barla
- Johann Baron (Nemec)
- Adam Berke
- Ferenc Berke
- Ivan (Janoš) Berke
- Blaž Berke
- Štefan Beznec
- (Adam Bohorič)
- Andrej Bojnec (Binkoštna cerkev)
- Adam Bokany
- (Adela Brkić)
- (Daniel Brkič)
- (Lenart Budina)

## C
- Robert Celec?
- (Anton Chraska)
- Juri Cipot
- Rudolf Cipot

## D
- (Anton Dalmata)
- (Jurij Dalmatin)
- Aladar Darvaš
- (Vlado Deutsch/Dajč) (slov.-hrvaški) (1929 - 1999) evangeličanski škof na Hrvaškem

## E
- (Janez Matija Erberg)?
- Aleksander Erniša
- Geza Erniša

## F
- Adam Farkaš
- (Abel Fašank)
- (Gregor Fašank)
- (Janž Fašank)
- (Krištof Fašank)
- Geza Filo

## G
- (Janž Gebhardt)?
- Matjaž (Matijaš) Godina
- Štefan Godina
- (Zmago Godina)
- (Martin Gorgič)

## H
- Leopold Hari
- Otomar Hegemann
- Benjamin Hlastan

## J
- Ludvik Jošar
- (Jurij Juričič) (vzd. Jurij Kobila)

## K
- Janoš Kardoš
- Aleksander Kerčmar
- Jana Kerčmar (r. 1953 na Slovaškem, mati spodnje)
- Jana Kerčmar Džuban
- Vili Kerčmar
- Zoltan Kerčmar
- (Matija Klombner?)
- (Jernej Knafelj)
- Mihael Kotsmar (Kerčmar)
- Kar(e)l Kovač
- Števan Kovatš
- (Sebastijan Krelj)
- Tomaš Križan
- (György Kultsár)
- Primož Kumin
- (Gašper Kumperger)
- (Marko Kumpreht)
- (Peter Kupljenik)
- (Franc Kuzmič)
- (Mihael Kuzmič)
- (Peter Kuzmič)
- Štefan Küzmič

## L
- (Ivan Lamella)?
- Štefan Lepoša
- Adam Luthar

## M
- (Violeta) Vladimira Mesarič (Jazbinšek)
- (Lenart Merherič?)

## N
- Ludvik Novak (duhovnik)
- Leon Novak (*1963)
- (Anton Novomeščan - Neapolitanus)

## P
- Simona Prosič Filip

## R
- (Gašper Rokavec)

## S
- Ivan Salasegi
- (Andrej Savinec)
- (Janž Schweiger)
- Simon Sever
- Štefan Sijarto
- (Jernej Simplicius)
- Jožef Smodiš
- Štefan Smodiš
- (Krištof Spindler)
- (Bernard Stainer)
- (Vilma Stolz?)

## Š
- Karel Šiftar

## T
- (Janez Taufferer)
- Franc Temlin
- Janoš Terboč
- Aleksander Terplan
- (Matija Trost)
- (Felicijan Trubar)
- (Primož Trubar)
- (Janž Tulščak)
- (Nikolaj Tuškanič)

## V
- Mihael Sever Vanečaj
- (Mihael Verbec)
- (Peter Pavel Vergerij)
- (Janez Krstnik Vergerij)
- (Gregor Vlahović)
- (Krištof Wegleiter)
- (Klement Welzer)

## Ž
- (Janž Znojilšek)
- (Jurij Žehel)
- Aleksander Županek
- (Matija Živčič)